# Boulevard du Couchant
Le boulevard du Couchant est une voie publique de la commune de Nanterre, dans le département français des Hauts-de-Seine.

## Situation et accès
Il croise notamment la rue de Stalingrad.

## Origine du nom

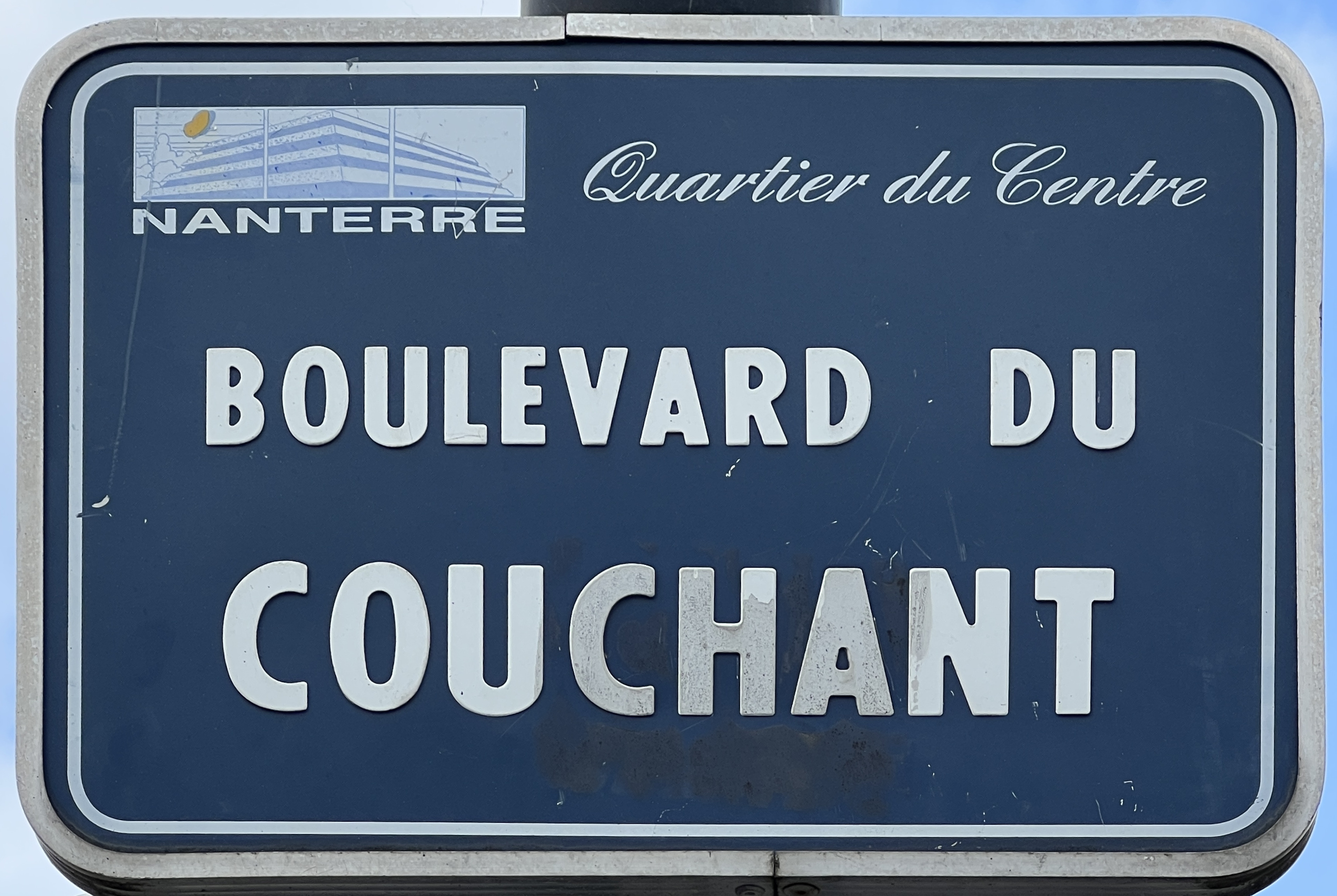
Plaque Boulevard du Couchant.

Le Couchant fait référence à l'orientation du boulevard par rapport au centre historique de la ville.

## Historique

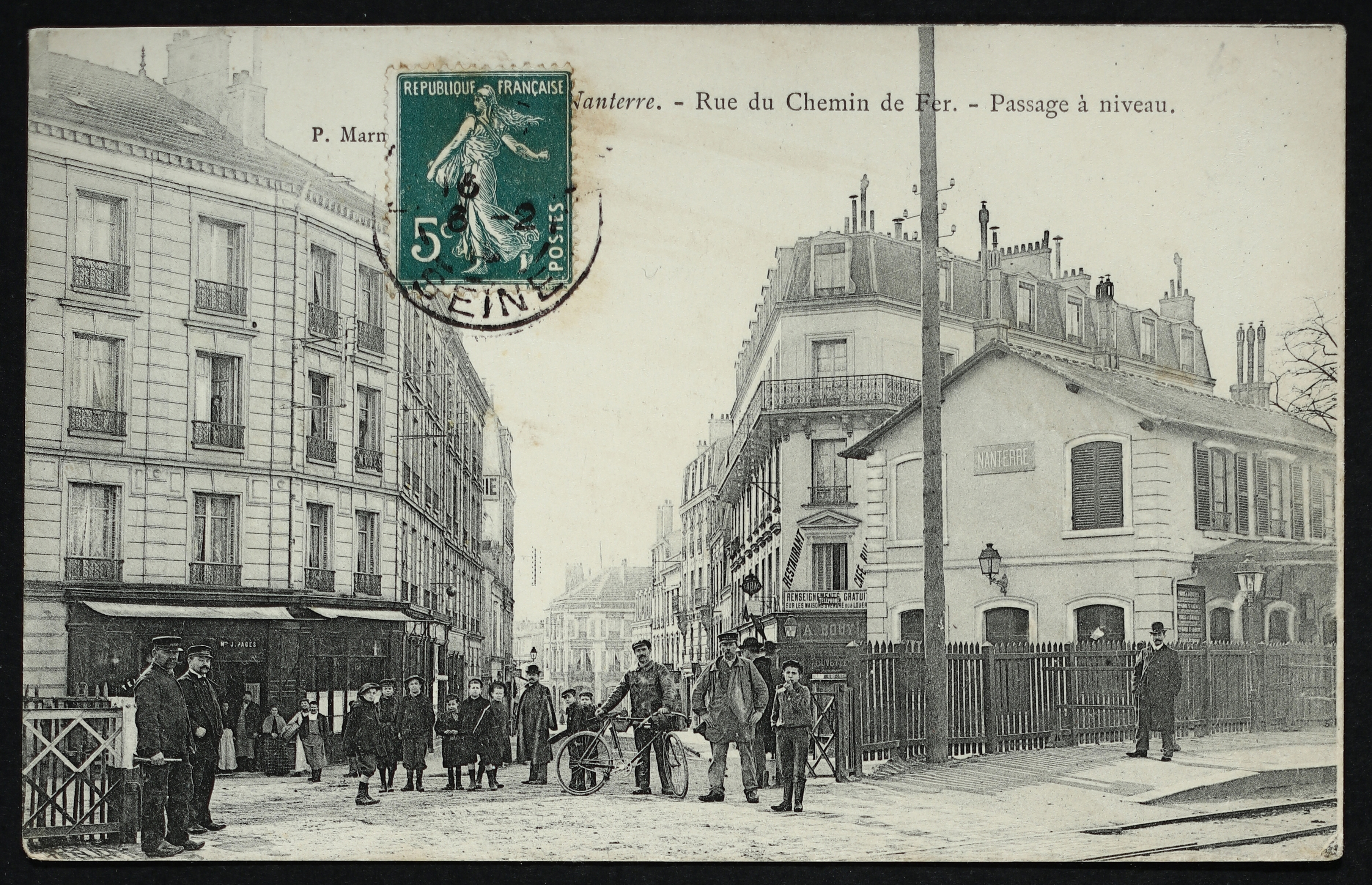
Carte postale - Nanterre - La gare et le passage à niveau.

Ce boulevard est créé au début du XIXe siècle et rejoint à l'origine le boulevard du Nord, renommé rue de Stalingrad après la guerre. 
En effet, à leur emplacement se trouvait le mur d'enceinte de la ville, datant du XVIe siècle, et dont les derniers vestiges disparurent au XIXe siècle,.
Il sera, à la fin du XIXe siècle, prolongé jusqu'à la gare de Nanterre - Ville.

## Bâtiments remarquables et lieux de mémoire
- Gare de Nanterre-Ville.
- Vers 1880, le critique dramatique et journaliste Francisque Sarcey y installa sa maison de campagne[4]. La rue Francisque-Sarcey , qui rencontre le boulevard, lui rend hommage.
- Le peintre Charles-Pierre Bernard vécut au no 3[5].
- À l'angle de la rue Henri-Barbusse, maison de retraite Sainte-Geneviève, qui appartenait au Filles de la charité de Saint Vincent de Paul, installées à cet endroit en 1859.